# Celtisaspis beijingana
Celtisaspis beijingana är en insektsart som beskrevs av Yang och Li 1982. Celtisaspis beijingana ingår i släktet Celtisaspis och familjen rundbladloppor. Inga underarter finns listade i Catalogue of Life.